# Souira Guedima
Souira Guedima, anciennement Aguz, est une ville marocaine à 36 km au sud de Safi, à l’embouchure de la rivière Tensift sur la côte atlantique. Guedima peut également être épelé Kadima, Kdima, Qadima ou Qdima